# Herrgård
För andra betydelser, se Herrgård (olika betydelser).

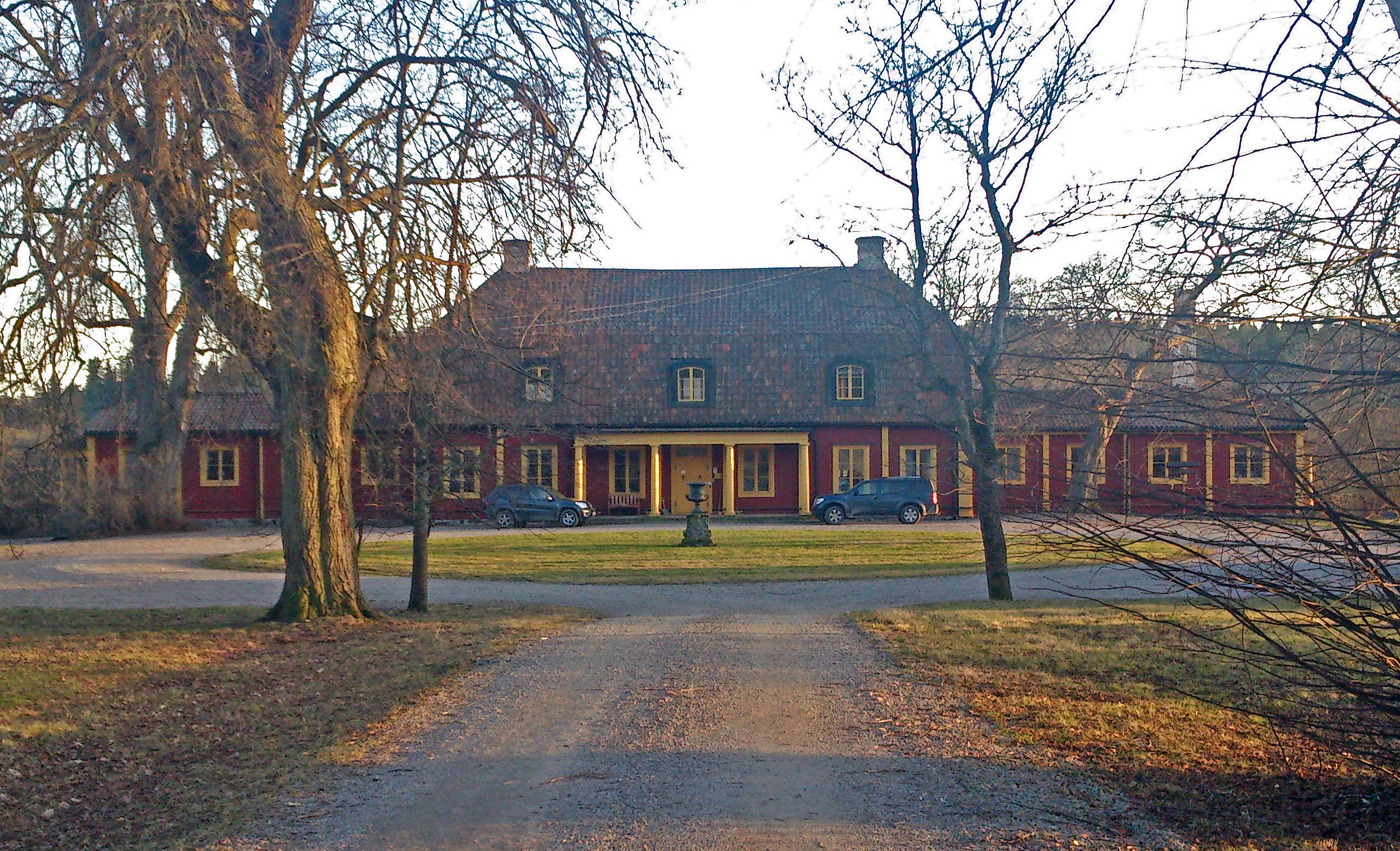
Elvesta gård i Botkyrka kommun med rötter från 1100-talet.

En herrgård eller ett herresäte var ursprungligen en stor lantgård som beboddes av ett herrskap, det vill säga en adelsman. Med benämningen herrgård avses dels egendomen inklusive marken, dels i inskränktare mening själva huvudbyggnaden (corps de logi eller mangårdsbyggnaden).

## Beskrivning
Herrgårdarnas arkitektur präglades i Sverige till en början av enkelhet. På medeltiden uppfördes de i regel av trä, grupperade i slutna, lättförsvarade anläggningar. På 1500-talet började man bygga herrgårdar i sten. De skulle efterlikna samtida stenslott i Europa, men i blygsamt format. Många herrgårdars arkitektur skilde sig inte mycket från vanliga bondgårdars utseende. På 1600-talet inspirerades arkitekturen av Frankrike och corps de logi kompletterades med en barockträdgård. Den för Sverige typiska herrgården med brutet tak gestaltades av arkitekten Carl Hårleman, exempelvis Åkerö herrgård (även kallad "Åkerö slott").
Det ursprungliga begreppet började urvattnas under 1700-talet, då även ofrälse bruksägare eller brukspatroner började kallas herrar. När dessa byggde sig bostäder som liknade de egentliga herrgårdshusen, började dessa kallas herrgårdar. Mot slutet av 1700-talet angav Jean Eric Rehn tonen. Nu skulle huvudbyggnaden placeras något avsides för sig, helst i en engelsk park. Här kan nämnas Forsmarks herrgård som exempel.
Ett riktmärke vid utformningen av huvudbyggnaden var att i våningsplanet skulle det vara minst fem fönsteraxlar i rad. Mindre herrgårdshus har ofta en planlösning av salstyp – en hall med ett rum på varje sida och innanför hallen salong, bibliotek och matsal i fil. På övervåningen ofta två rum, ett på varje sida om trapphallen. Ofta finns en veranda eller glasveranda, eventuellt med en annan veranda över. Efter 1800-talet liknar herrgårdarnas huvudbyggnader mest större villor.
I Sverige har det historiskt sett funnits omkring 4 000 herrgårdar och vid sidan av dessa omkring 10 000 ståndsmässigt bebyggda gårdar, till exempel militära, civila och kyrkliga boställen. Alla har dock inte existerat samtidigt. Efter 1600-talets omfattande säteri-bildning (av vilka många säterier aldrig var ståndsmässigt bebyggda) drogs ett stort antal in vid reduktionen. Under 1700- och 1800-talen skedde en omfattande nybildning av herrgårdar och ståndsgårdar, särskilt omkring större städer, på bruken och i vissa slättbygder, samtidigt som ett stort antal herrgårdar belägna i skogs- och mellanbygder utplånades genom antingen splittring genom arv och/eller köp av bondefamiljer. I slättbygderna försvann många herrgårdar genom sammanslagningar med större, med syfte att skapa större, bärkraftiga enheter genom så kallad domändrift. Särskilt stor var utplåningen i Småland och Västergötland.

## Bildexempel från Sverige

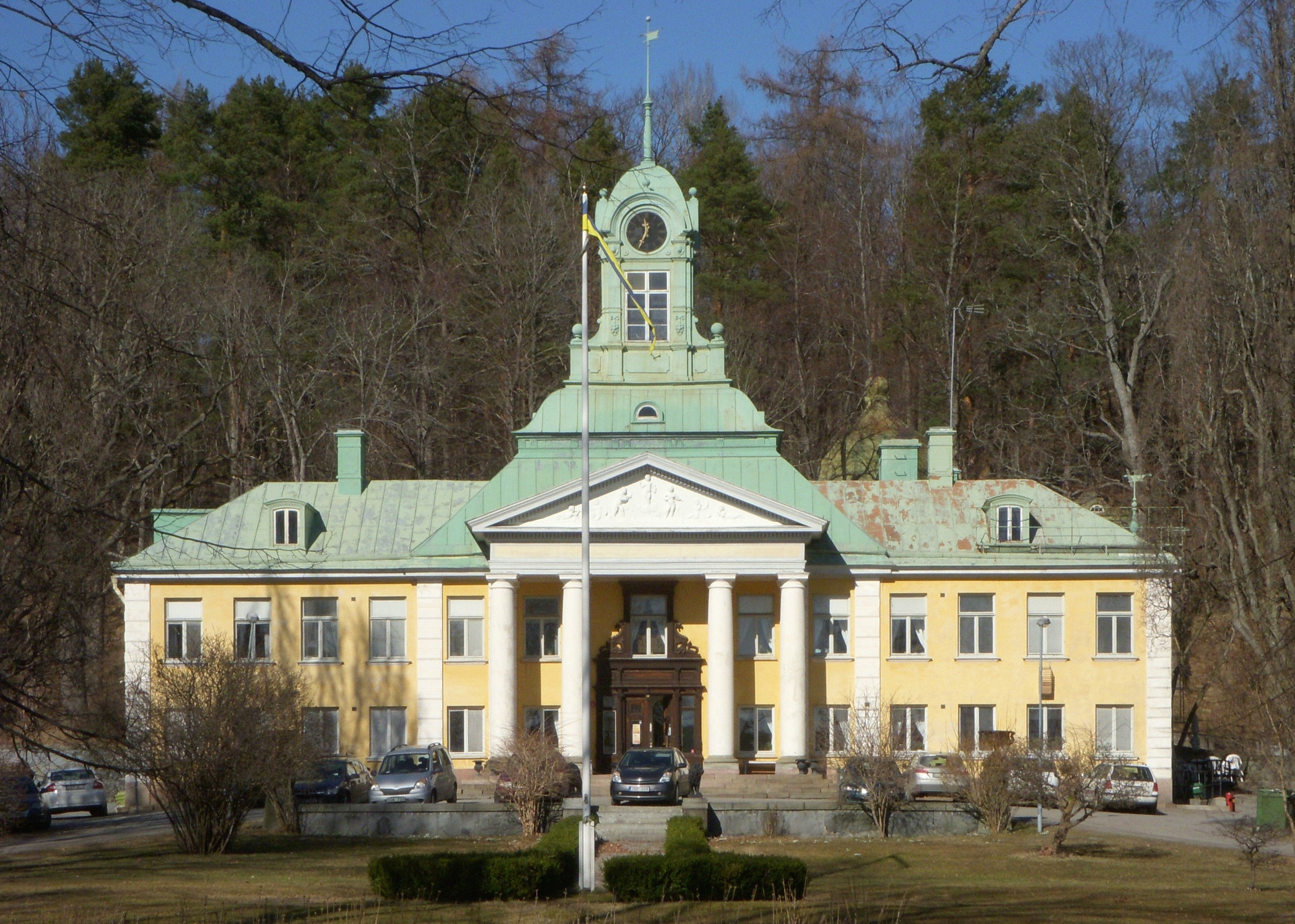
Alby gård
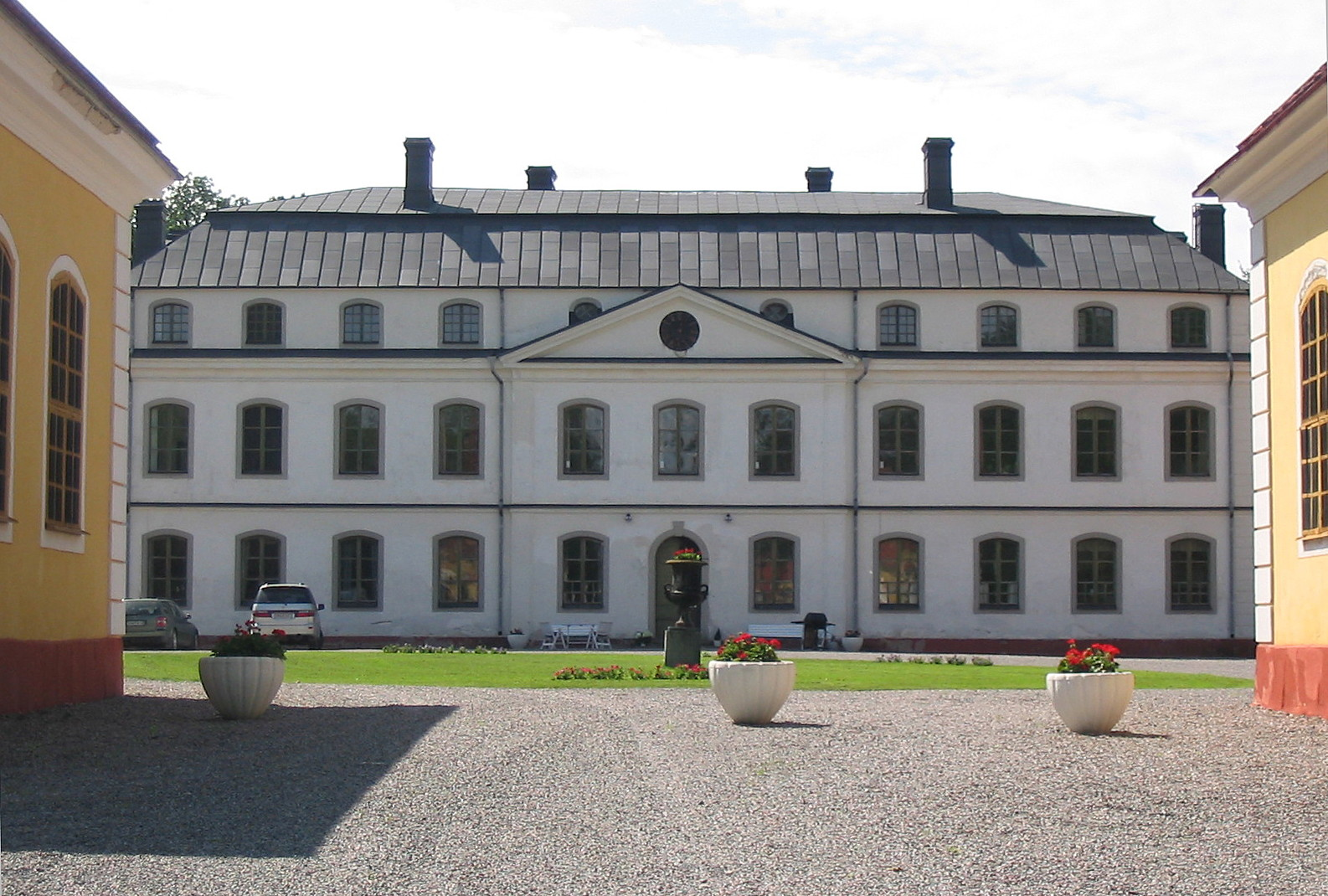
Bergshammar herrgård
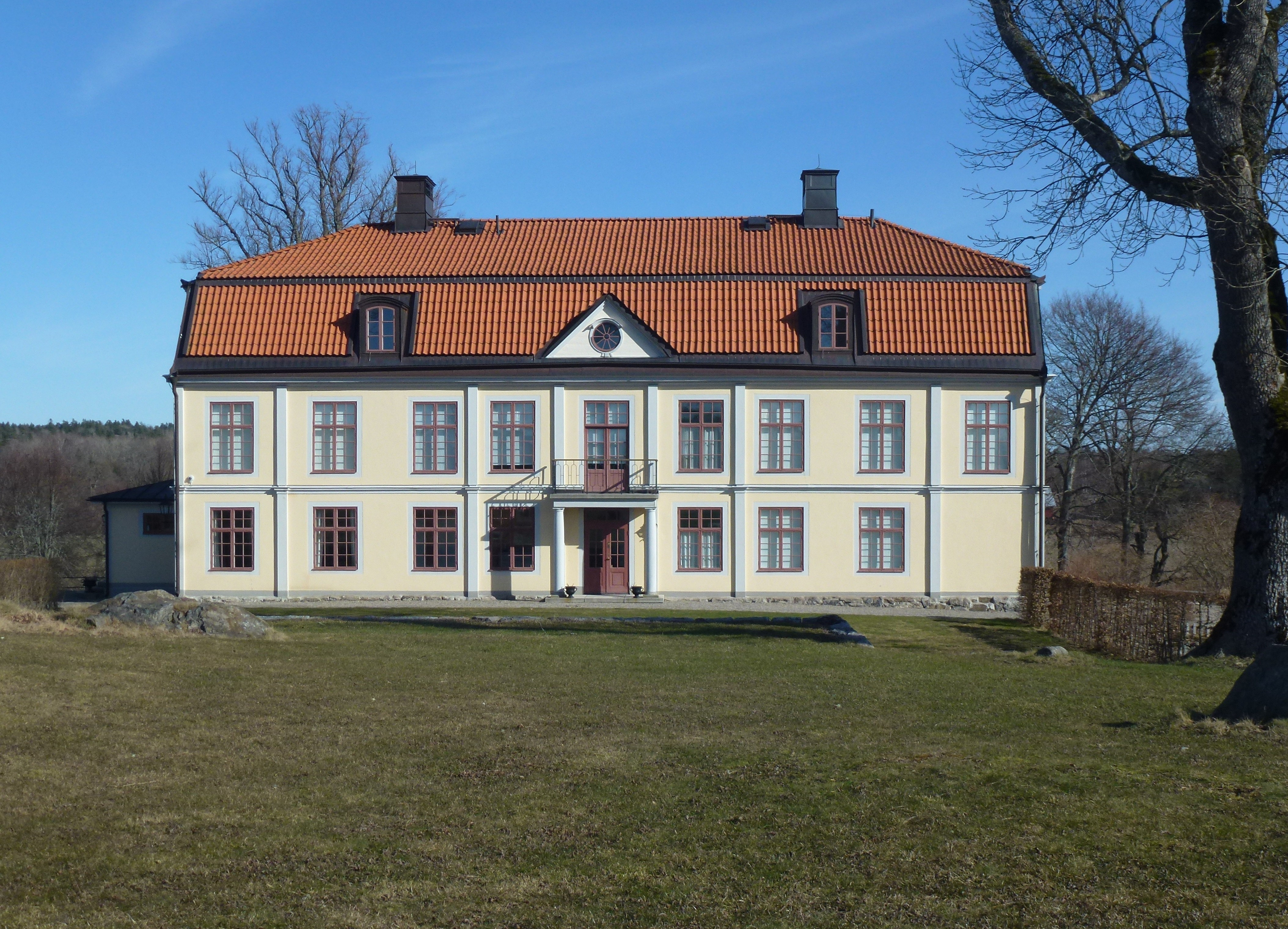
Djursnäs herrgård
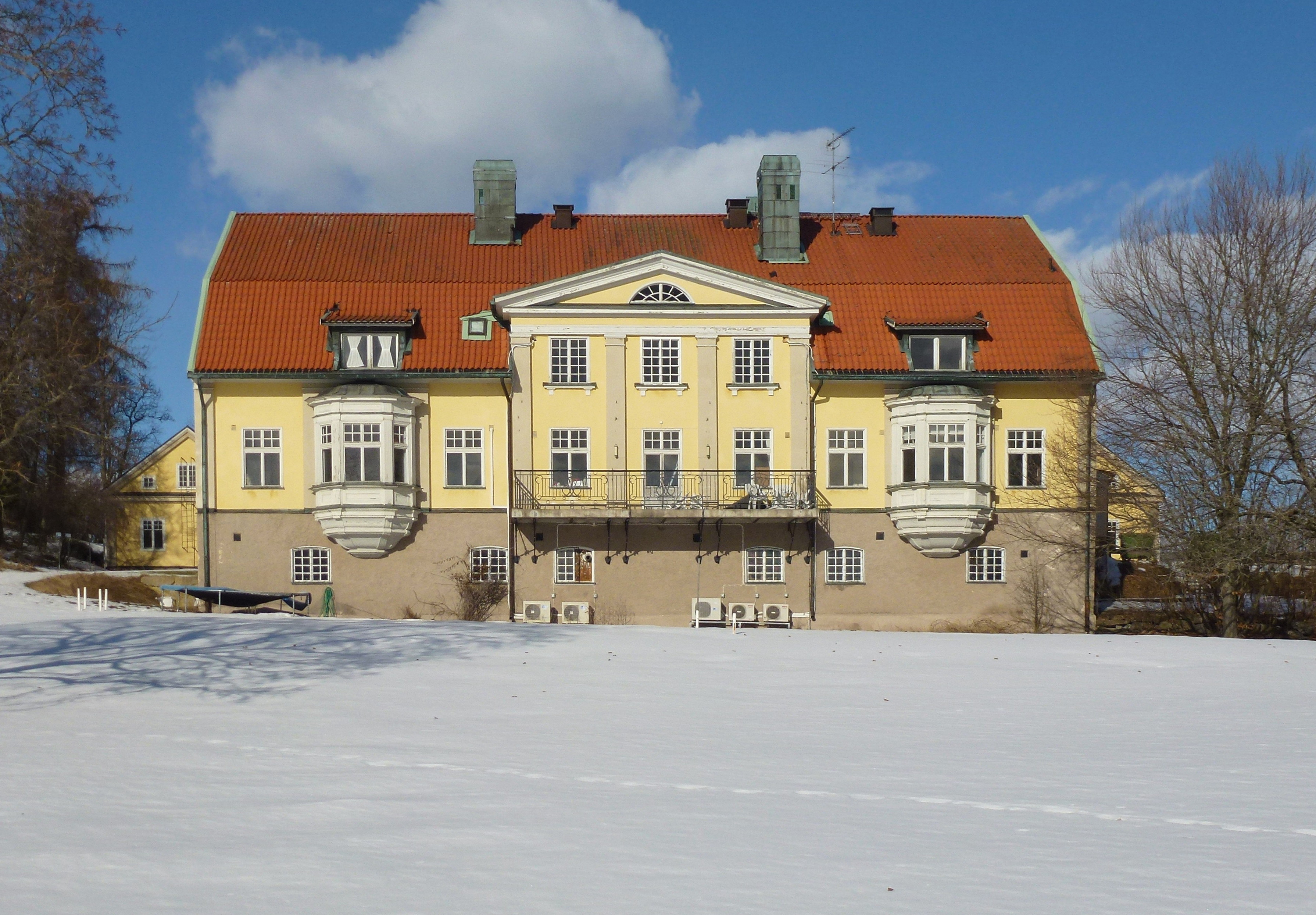
Högantorps gård
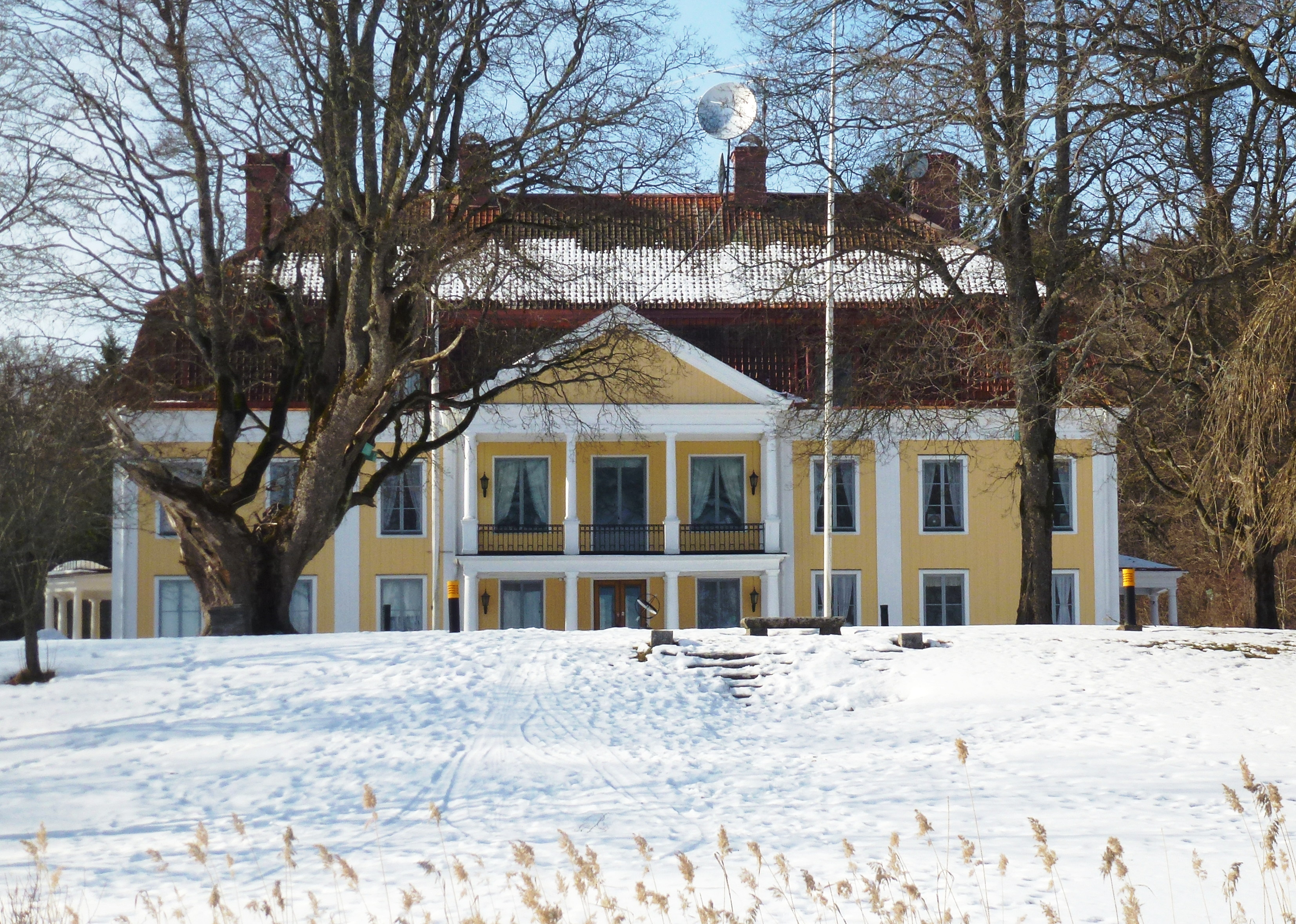
Malmsjö gård
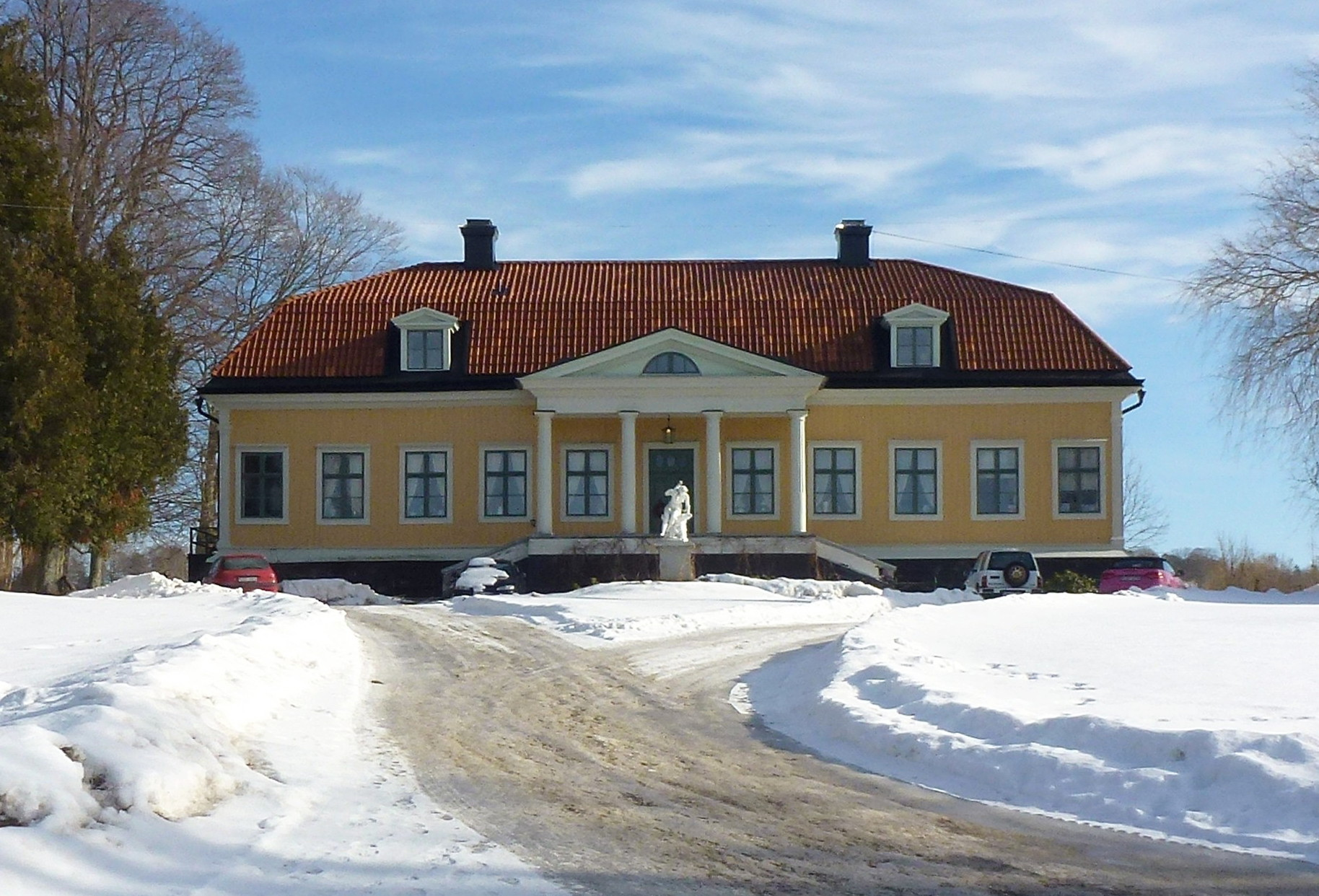
Norsborgs herrgård
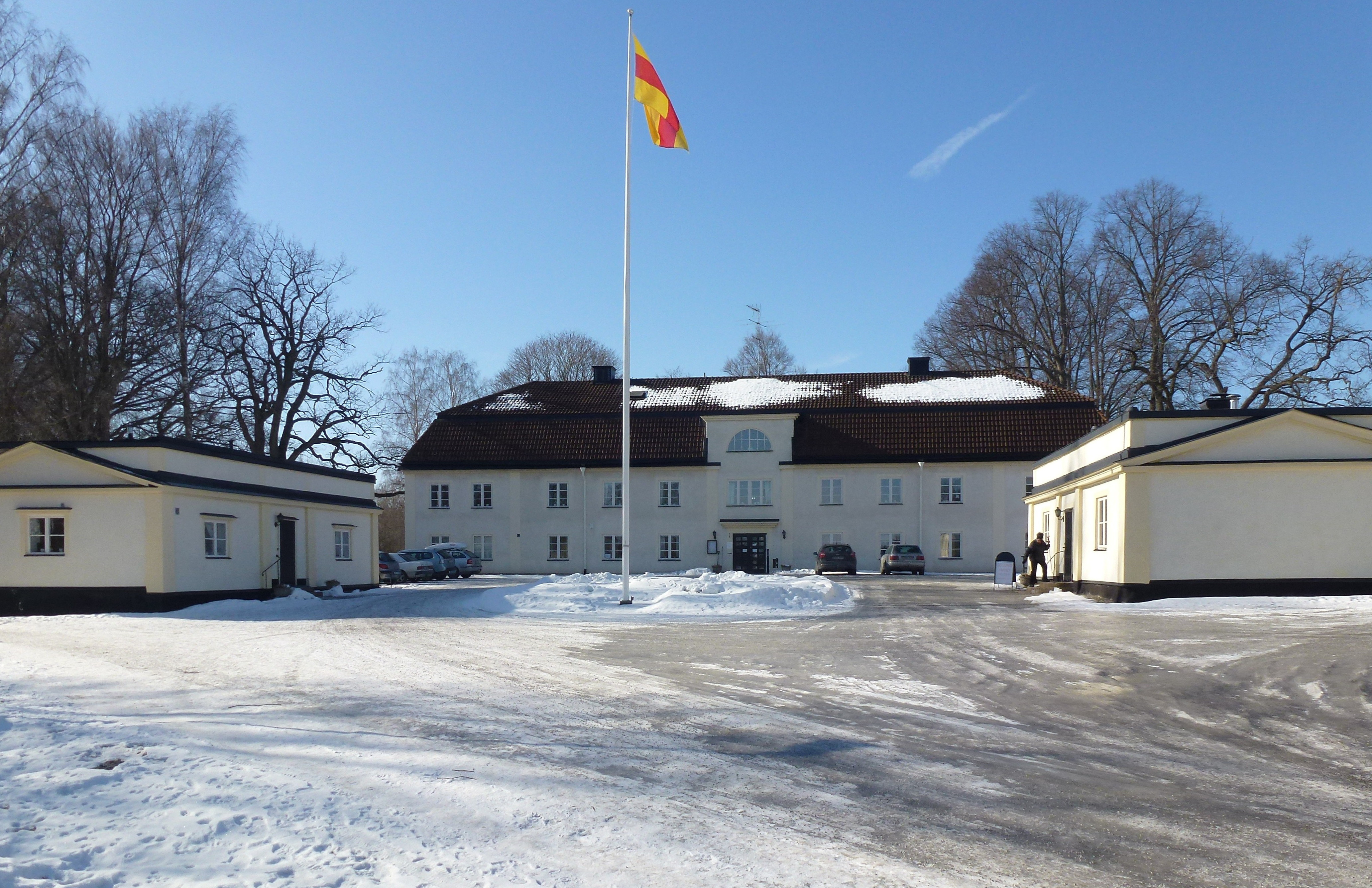
Nykvarns herrgård
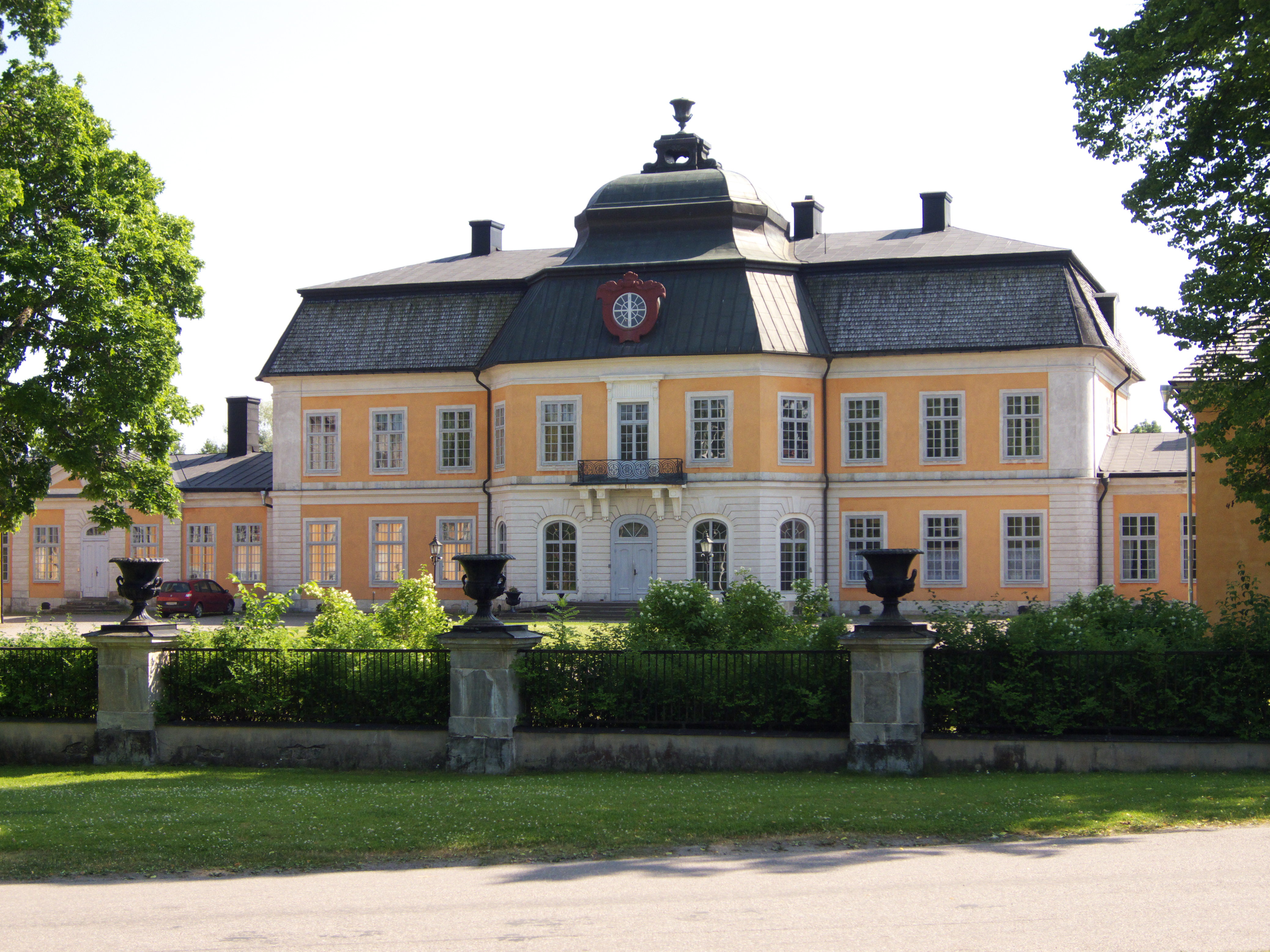
Österbybruks herrgård

## Bildexempel från andra länder

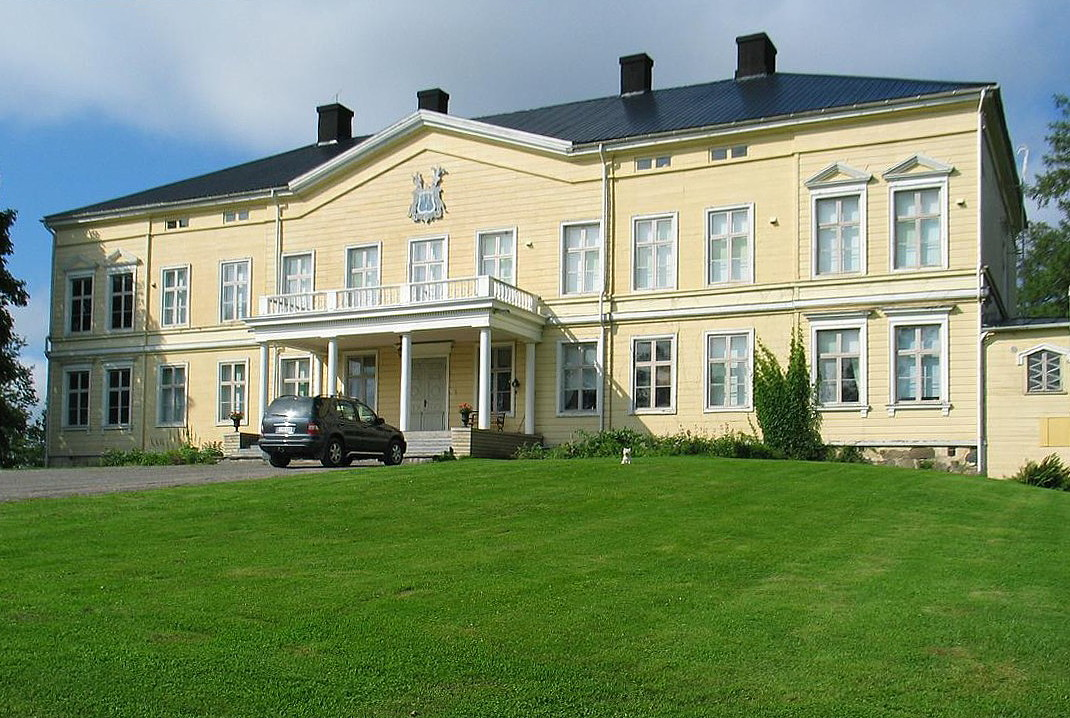
Haga gård, Janakkala, Tavastland
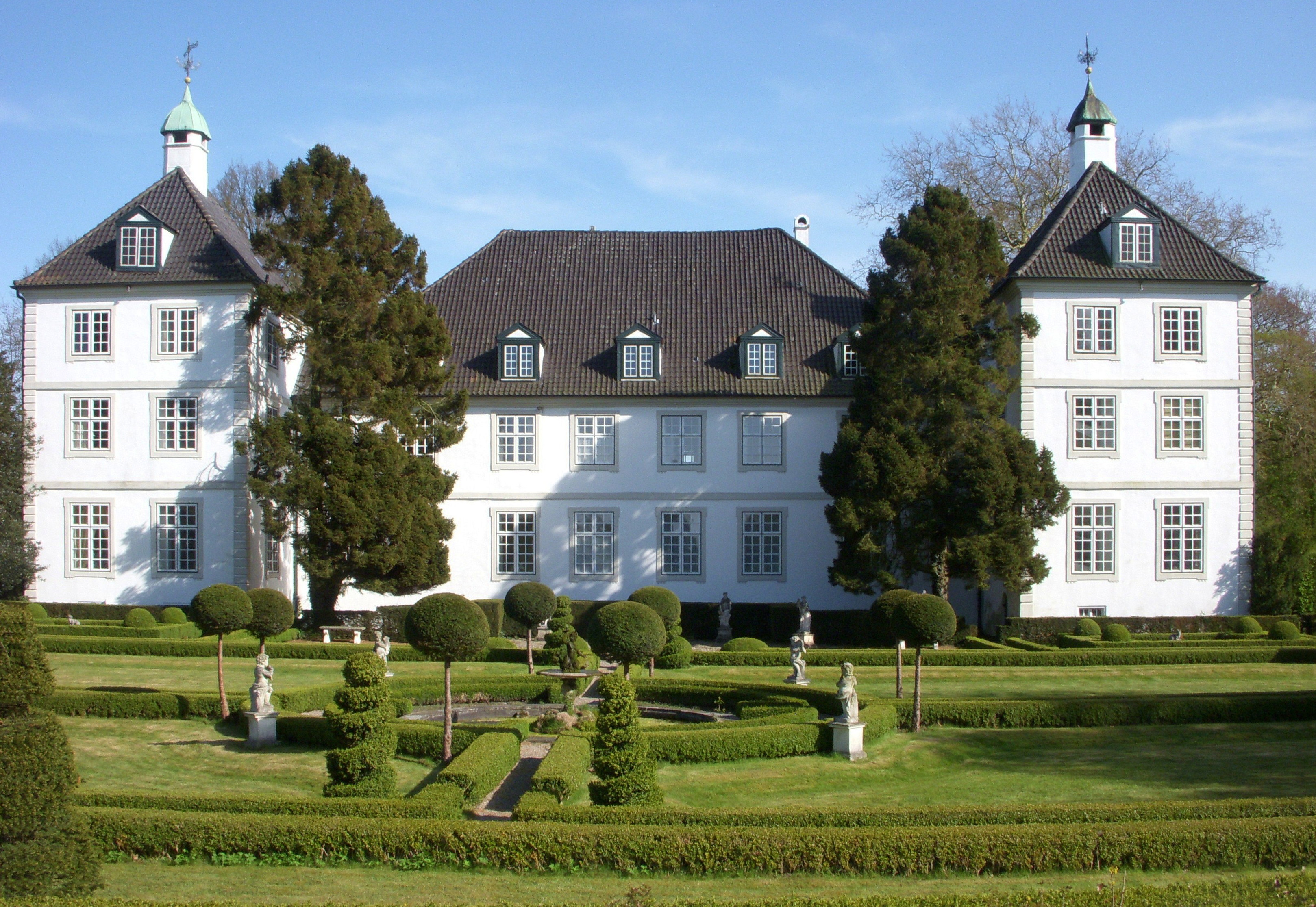
Gut Panker, Schleswig-Holstein
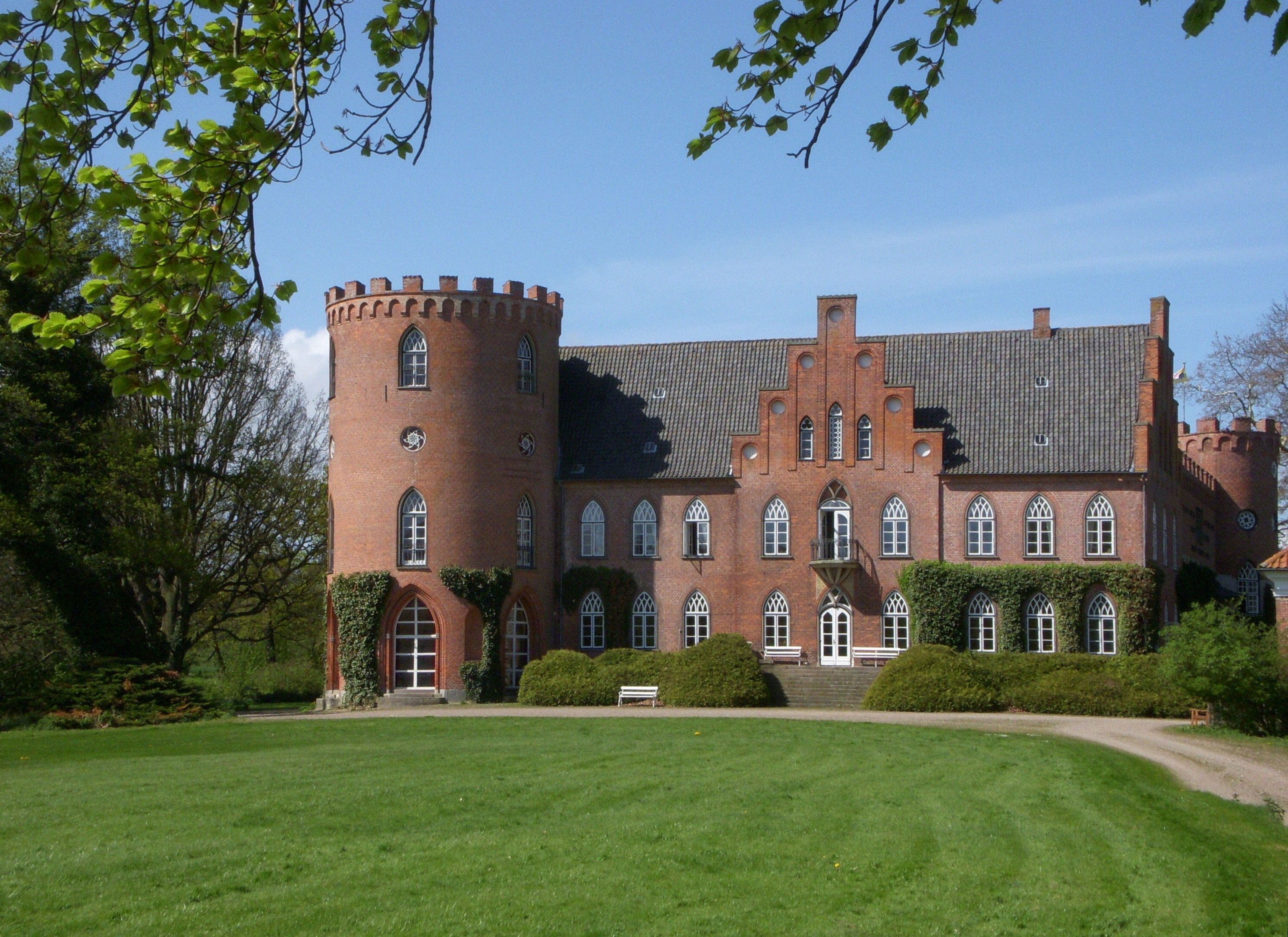
Gut Farve, Schleswig-Holstein
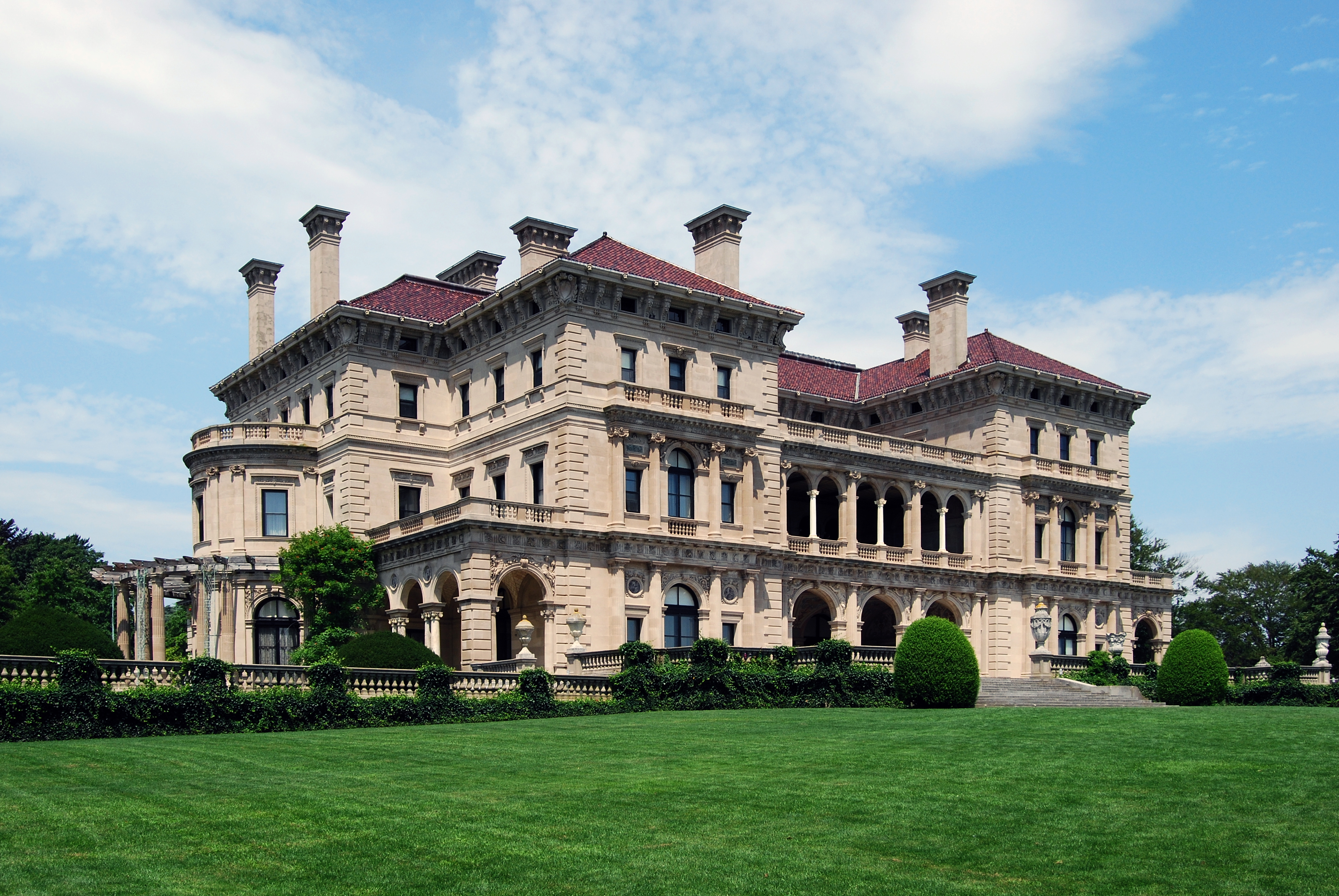
The Breakers, Newport, Rhode Island
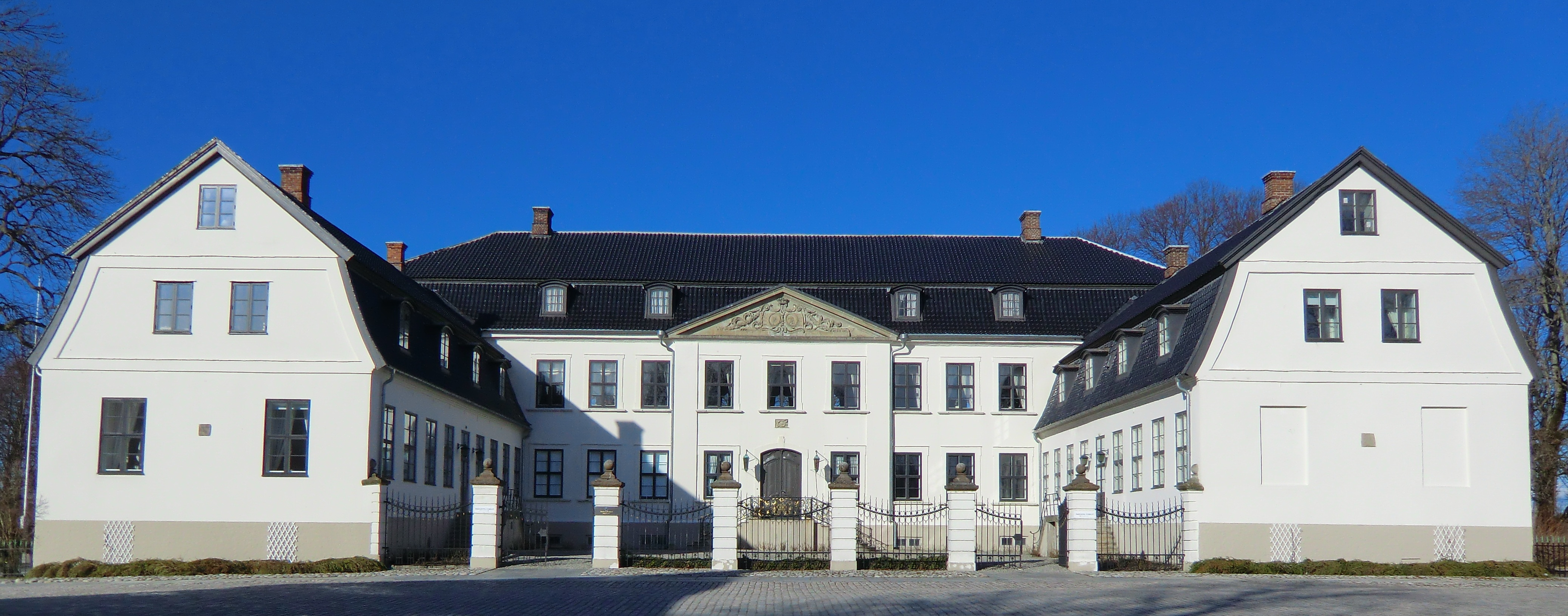
Hafslund hovedgård, Norge